# Fritz von Below

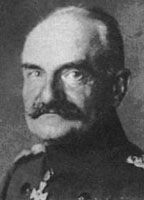
Fritz von Below

Fritz von Below, född 23 september 1853, död 23 november 1918, var en tysk militär. Bror till generalen Otto von Below.
von Below blev officer vid infanteriet 1873, överste och regementschef 1901, generalmajor 1904 och general av infanteriet och chef för 21:a armékåren 1912. Under första världskriget deltog von Below som armékårschef i vinterslaget i Masuren 1914 och som chef för 2:a armén vid Somme 1916, för 1:a armén 1916-18 och för 9:e armén 1918, även på västfronten.